# 牛文
牛文（1922年8月—2009年8月21日），原名牛吉文，男，山西灵石人，中国版画家，一级美术师，曾任中国美术家协会理事。